# Tour d'Italie 1965
La 48e édition du Tour d'Italie s'est élancée de Saint-Marin le 15 mai 1965 et est arrivée à Florence le 6 juin. Long de 4 177 km, ce Giro a été remporté par l'Italien Vittorio Adorni.

## Équipes participantes
| N.    | Code | Équipe  |
| ----- | ---- | ------- |
| 1-10  | SAN  | Sanson  |
| 11-20 | BIA  | Bianchi |
| 21-30 | FIL  | Filotex |
| 31-40 | ROM  | Romeo   |
| 41-50 | IGN  | Ignis   |

| N.     | Code | Équipe     |
| ------ | ---- | ---------- |
| 51-60  | LEG  | Legnano    |
| 61-70  | MAI  | Maino      |
| 71-80  | MOL  | Molteni    |
| 81-90  | SAL  | Salvarani  |
| 91-100 | VIT  | Vittadello |

## Classement général
| Classement général final |                   |
| --- | ----------------- |
| \| 1. Vittorio Adorni \| 121 h 08 min 16 s \| \| 2. Italo Zilioli \| à 11 min 26 s \| \| 3. Felice Gimondi \| à 12 min 49 s \| \| 4. Marcello Mugnaini \| à 14 min 30 s \| \| 5. Franco Balmamion \| à 15 min 05 s \| \| 6. Vito Taccone \| à 15 min 33 s \| \| 7. Franco Bitossi \| à 15 min 37 s \| \| 8. Roberto Poggiali \| à 19 min 22 s \| \| 9. Imerio Massignan \| à 19 min 30 s \| \| 10. Guido De Rosso \| à 21 min 03 s \| \| 100 partants \| \| |                   |
| 1. Vittorio Adorni | 121 h 08 min 16 s |
| 2. Italo Zilioli | à 11 min 26 s     |
| 3. Felice Gimondi | à 12 min 49 s     |
| 4. Marcello Mugnaini | à 14 min 30 s     |
| 5. Franco Balmamion | à 15 min 05 s     |
| 6. Vito Taccone | à 15 min 33 s     |
| 7. Franco Bitossi | à 15 min 37 s     |
| 8. Roberto Poggiali | à 19 min 22 s     |
| 9. Imerio Massignan | à 19 min 30 s     |
| 10. Guido De Rosso | à 21 min 03 s     |
| 100 partants |                   |

## Étapes
| Étape     | Date     | Villes étapes               | km       | Vainqueur d'étape   | Leader du classement général |
| 1re étape | 15 mai   | Saint-Marin – Pérouse       | 198      | Michele Dancelli    | Michele Dancelli             |
| 2e étape  | 16 mai   | Pérouse - L'Aquila          | 180      | Guido Carlesi       | Carlo Chiappano              |
| 3e étape  | 17 mai   | L'Aquila - Rocca di Cambio  | 199      | Luciano Galbo       | Luciano Galbo                |
| 4e étape  | 18 mai   | Rocca di Cambio - Benevento | 239      | Adriano Durante     | Albano Negro                 |
| 5e étape  | 19 mai   | Benevento – Avellino        | 195      | Michele Dancelli    | Albano Negro                 |
| 6e étape  | 20 mai   | Avellino - Potenza          | 161      | Vittorio Adorni     | Vittorio Adorni              |
| 7e étape  | 21 mai   | Potenza - Maratea           | 164      | Luciano Armani      | Vittorio Adorni              |
| 8e étape  | 22 mai   | Maratea - Catanzaro         | 203      | Frans Brands        | Bruno Mealli                 |
| 9e étape  | 23 mai   | Catanzaro - Reggio Calabria | 161      | Adriano Durante     | Bruno Mealli                 |
| 10e étape | 24 mai   | Messine - Palerme           | 258      | Domenico Meldolesi  | Bruno Mealli                 |
| 11e étape | 25 mai   | Palerme – Agrigente         | 146      | Guido Carlesi       | Bruno Mealli                 |
| 12e étape | 26 mai   | Agrigente - Syracuse        | 230      | Raffaele Marcoli    | Bruno Mealli                 |
| 13e étape | 27 mai   | Catane - Taormine           | 58 (clm) | Vittorio Adorni     | Vittorio Adorni              |
| 14e étape | 29 mai   | Milan - Novi Ligure         | 100      | Danilo Grassi       | Vittorio Adorni              |
| 15e étape | 30 mai   | Novi Ligure - Diano Marina  | 223      | Bruno Mealli        | Vittorio Adorni              |
| 16e étape | 31 mai   | Diano Marina - Turin        | 205      | Aldo Pifferi        | Vittorio Adorni              |
| 17e étape | 1er juin | Turin - Biandronno          | 163      | Raffaele Marcoli    | Vittorio Adorni              |
| 18e étape | 2 juin   | Biandronno - Saas-Fee       | 178      | Italo Zilioli       | Vittorio Adorni              |
| 19e étape | 3 juin   | Saas-Fee - Madesimo         | 282      | Vittorio Adorni     | Vittorio Adorni              |
| 20e étape | 4 juin   | Madesimo - Col du Stelvio   | 160      | Graziano Battistini | Vittorio Adorni              |
| 21e étape | 5 juin   | Bormio - Brescia            | 179      | Franco Bitossi      | Vittorio Adorni              |
| 22e étape | 6 juin   | Brescia - Florence          | 295      | René Binggeli       | Vittorio Adorni              |

## Classements annexes
| Classement de la montagne | Franco Bitossi  | 250 points |
| Deuxième                  | Vito Taccone    | 160 points |
| Troisième                 | Vittorio Adorni | 140 points |
| Classement par équipes    | Salvarani       | ?          |
| Deuxième                  | ?               | ?          |
| Troisième                 | ?               | ?          |

## Liste des coureurs
| Sanson | Bianchi | Filotex |
| - 1 Italo Zilioli (Ita) 2e - 2 Franco Balmamion (Ita) 5e - 3 Antonio Bailetti (Ita) 46e - 4 Vendramino Bariviera (Ita) 43e - 5 Vittorio Casati (Ita) 61e - 6 Carlo Chiappano (Ita) 37e - 7 Luciano Galbo (Ita) 21e - 8 Giancarlo Gentina (Ita) 41e - 9 Loris Guernieri (Ita) 70e - 10 Giuseppe Sartore (Ita) 39e       | - 11 Romeo Venturelli (Ita) ab - 12 Bruno Mealli (Ita) 17e - 13 Dino Zandegu (Ita) 29e - 14 Albano Negro (Ita) 14e - 15 Mario Maino (Ita) ab - 16 Pierino Baffi (Ita) 72e - 17 Luciano Armani (Ita) 35e - 18 Renato Pelizzoni (Ita) ab - 19 Antonio Tagliani (Ita) ab - 20 Roberto Nencioli (Ita) 76e                 | - 21 Franco Bitossi (Ita) 7e - 22 Guido Carlesi (Ita) 36e - 23 Vittorio Chiarini (Ita) 47e - 24 Ugo Colombo (Ita) 23e - 25 Guerrando Lenzi (Ita) ab - 26 Paolo Mannucci (Ita) 44e - 27 Rolando Picchiotti (Ita) ab - 28 Alessandro Rimessi (Ita) 80e - 29 Giordano Talamona (Ita) ab - 30 Mario Zanchi (Ita) 78e      |
| Flandria | Ignis | Legnano |
| - 31 Noël Foré (Bel) ab - 32 Walter Boucquet (Bel) ab - 33 Frans Brands (Bel) 15e - 34 Yvo Molenaers (Bel) 42e - 35 Marcel Ongenae (Bel) ab - 36 Romain Van Wynsberghe (Bel) 68e - 37 Jean-Baptiste Claes (Bel) 49e - 38 Lionnel Van Damme (Bel) 54e - 39 Francesco Miele (Ita) ab - 40 Georges Vandenberghe (Bel) 40e | - 41 Franco Cribiori (Ita) 26e - 42 Adriano Durante (Ita) 65e - 43 Pasquale Fabbri (Ita) 59e - 44 Renzo Fontona (Ita) 11e - 45 Giampiero Macchi (Ita) 77e - 46 Imerio Massignan (Ita) 9e - 47 Adriano Passuello (Ita) ab - 48 Roberto Poggiali (Ita) 8e - 49 Flaviano Vicentini (Ita) 32e - 50 Marino Vigna (Ita) 73e | - 51 Pier-Giacomo Arrigoni (Ita) 60e - 52 Franco Bodrero (Ita) 38e - 53 Silvio Boni (Ita) 28e - 54 Angelo Bugini (Ita) 57e - 55 Egidio Cornale (Ita) 33e - 56 Giuseppe Daglia (Ita) 75e - 57 Giancarlo Ferretti (Ita) 18e - 58 Bruno Peretti (Ita) ab - 59 Luciano Sambi (Ita) 24e - 60 Silvano Schiavon (Ita) 13e    |
| Maino | Molteni | Salvarani |
| - 61 Marcello Mugnaini (Ita) 4e - 62 Giorgio Zancanaro (Ita) ab - 63 Aldo Moser (Ita) 22z - 64 Enzo Moser (Ita) 27e - 65 Raffaele Marcoli (Ita) 66e - 66 Mario Zanin (Ita) 67e - 67 Marino Fontana (Ita) 58e - 68 Domenico Meldolesi (Ita) 74e - 69 Danilo Grassi (Ita) 79e - 70 Lorenzo Lorenzi (Ita) 71e             | - 71 Guido De Rosso (Ita) 10e - 72 Michele Dancelli (Ita) 12e - 73 René Binggeli (Sui) 20e - 74 Giuseppe Fezzardi (Ita) ab - 75 Guido Neri (Ita) 64e - 76 Tommaso De Pra (Ita) 55e - 77 Carlo Brugnami (Ita) 50e - 78 Pietro Scandelli (Ita) 34e - 79 Aldo Beraldo (Ita) ab - 80 Giacomo Fornoni (Ita) 51e            | - 81 Vittorio Adorni (Ita) 1e - 82 Felice Gimondi (Ita) 3e - 83 Battista Babini (Ita) 48e - 84 Italo Mazzacurati (Ita) 63e - 85 Mario Minieri (Ita) ab - 86 Arnaldo Pambianco (Ita) 19e - 87 Pietro Partesotti (Ita) 68e - 88 Alberto Poletti (Ita) 81e - 89 Gilberto Vendemiati (Ita) 45e - 90 Vito Taccone (Ita) 6e |
| Vittadello | | |
| - 91 Severino Andreoli (Ita) 53e - 92 Graziano Battistini (Ita) 16e - 93 Renzo Baldan (Ita) 56e - 94 Lorenzo Carminati (Ita) 52e - 95 Aldo Pifferi (Ita) 69e - 96 Alfredo Sabbadin (Ita) 25e - 97 Danilo Ferrari (Ita) 31e - 98 Angelo Ottaviani (Ita) 30e - 99 Vincenzo Meco (Ita) ab - 100 Aristide Baldan (Ita) ab  | | |

## Sources
- (nl) Cet article est partiellement ou en totalité issu de l’article de Wikipédia en néerlandais intitulé « Ronde van Italië 1965 » (voir la liste des auteurs).